# 日本銀行大阪支店

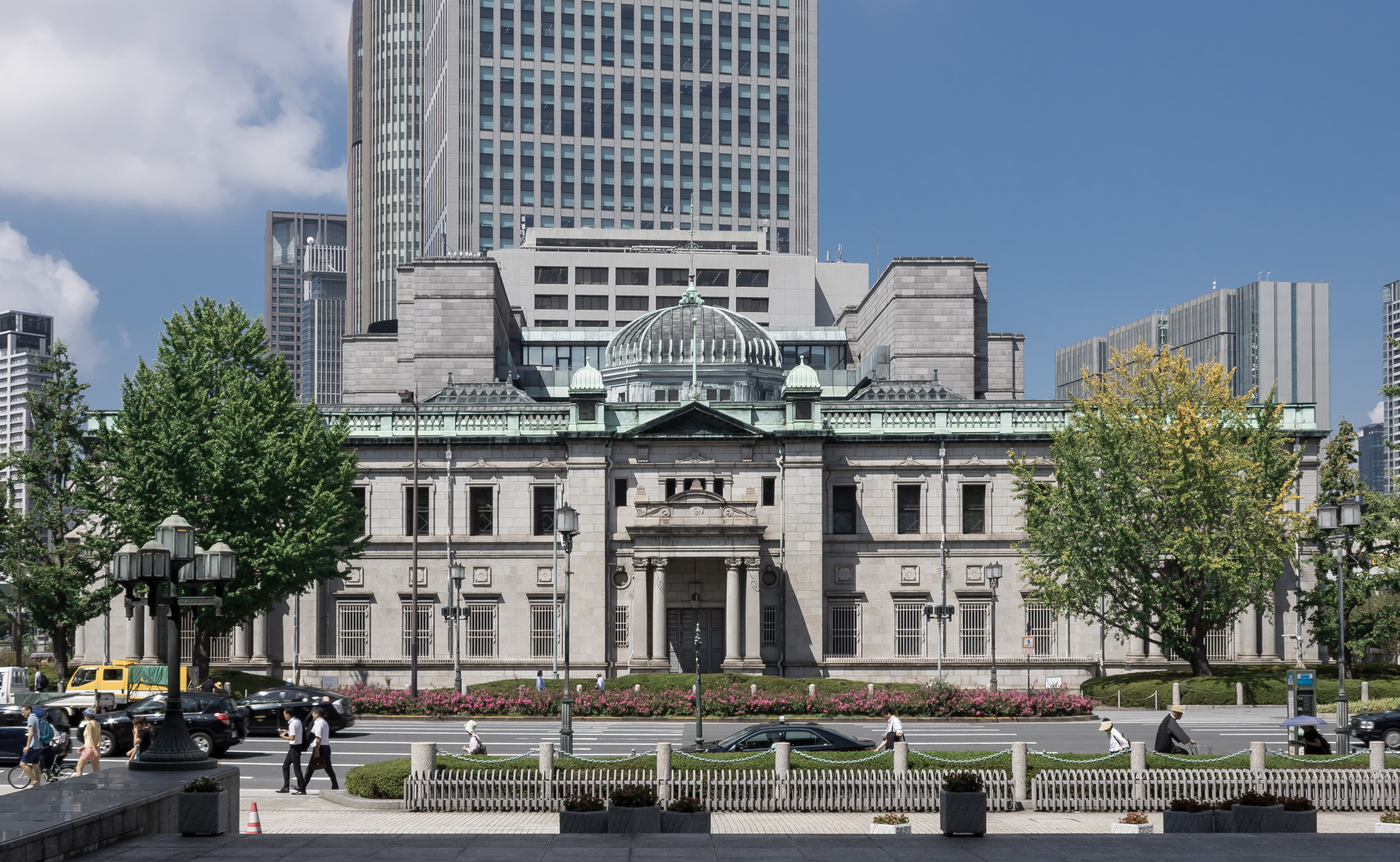
日本銀行大阪支店（手前が旧館、奥が新館）

日本銀行大阪支店（にっぽんぎんこうおおさかしてん）は、大阪府大阪市北区中之島にある日本銀行の支店。

## 概要
西日本における日銀の母店であり、大阪府・和歌山県・奈良県を担当区域とする。また東京の本店が災害等で機能しない場合のバックアップとしての役割も担う。
日本銀行本店や東京駅丸の内駅舎などの建築で有名な辰野金吾設計による旧館（1903年建築）は、歴史的な銀行建築として知られる。実際の業務はほぼ全て新館（1982年竣工）にて行われており、2014年時点では約300名が勤務している。

## 沿革
日本銀行本店が1882年（明治15年）10月10日に設立されてまもなく、大蔵卿の松方正義に対して大阪支店の設置を願い出た結果、本店設立の69日後の12月18日、旧東区今橋5丁目（現在の大阪倶楽部の場所）に開設された。
以後の沿革は以下の通り。
- 1882年12月18日 大阪支店開設。初代支店長には外山脩造が就任した。
- 1884年 旧東区大川町（現在の三井住友銀行の場所）に移転。
- 1903年 中之島に移転、現在の旧館が建設される。
- 1982年 新館が竣工。同時に旧館の保存・復元工事が行われ、ほぼ現在の形となる。
  - 本店本館ほどではないものの、大阪支店旧館も上空から「円」の字に見えなくもない形だったが、1980年から1982年の改築工事の際、「円」の字の下半分にあたる旧館西側が解体され、ほとんど「円」の字に見えなくなった。
- 1996年 バックアップセンター開設。災害等で東京・府中のシステムセンターが機能しない場合に代わりの業務を担う。